# Haemhat

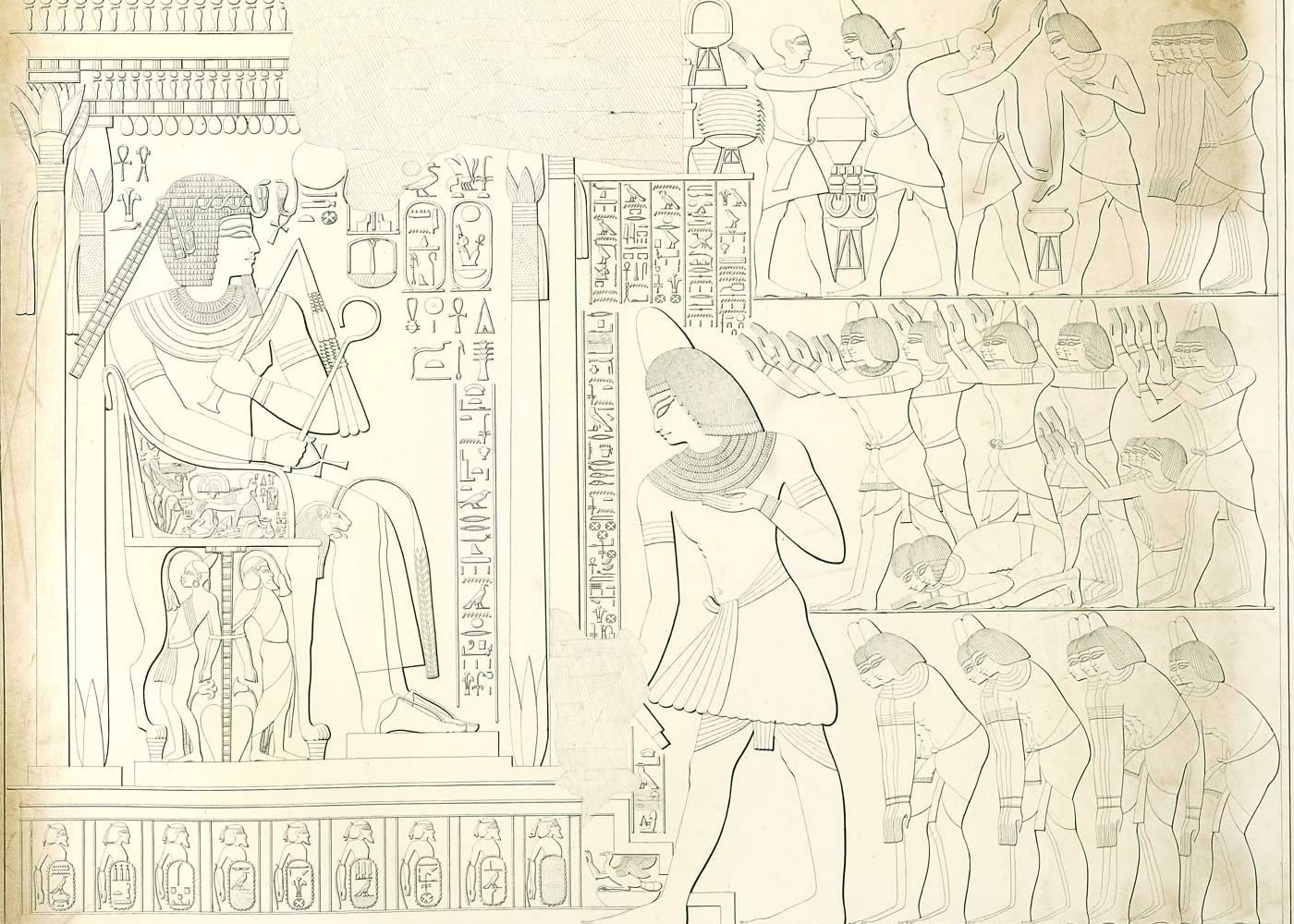
Haemhat III. Amenhotep előtt (Lepsius rajza)

Haemhat, más néven Mahu ókori egyiptomi hivatalnok volt a XVIII. dinasztia idején, III. Amenhotep uralkodása alatt. Királyi írnok, valamint Felső- és Alsó-Egyiptom kettős magtárának elöljárója volt, így ő felelt a királyi palota gabona- és más élelemellátásáért. Haemhat főleg thébai sírjából (TT57) ismert, amelyeket reliefekkel díszítettek, és amelyen kétszer is ábrázolják III. Amenhotep előtt. Említik a malkatai királyi palotában említett edénycímkéken is, a 30. és a 39. uralkodási év között, ami arra utal, a fáraó 39 évnyi uralkodásának utolsó évtizedében működött. Apja egy Iemhotep nevű hivatalnok volt.

## Fordítás
- Ez a szócikk részben vagy egészben  a   Khaemhat című angol Wikipédia-szócikk ezen változatának fordításán alapul.  Az eredeti cikk szerkesztőit annak laptörténete sorolja fel. Ez a jelzés csupán a megfogalmazás eredetét és a szerzői jogokat jelzi, nem szolgál a cikkben szereplő információk forrásmegjelöléseként.